# Wild Canyon
Wild Canyon ist eine deutsche Country-Band aus dem Rheingau, die 1975 von Gunther Eberhardt gegründet wurde.

## Bandgeschichte
1980 wurde das erste Album Laugh, Tingle & Shiver auf dem kleinen Label Comma-Records veröffentlicht. Das Instrumental Poor Boy Jamboree wurde in den folgenden Jahren als Indikativ bei der Europa-Welle Saar für die Sendung Band ab: Musik für Fans eingesetzt.
Nach zwei Alben bei Comma-Records übernahm das Bremer Label Bear Family Records die Veröffentlichung von insgesamt fünf Wild-Canyon Alben. Anfang 1984 veröffentlichte die Band eine Single bei Bellaphon Records. Nach A New Day A-Comin‘, welches 1994 bei Koch Media erschien, veröffentlicht Gunter Eberhardt die Aufnahmen in Eigenregie auf dem von ihm dafür gegründeten Label Stonebridge Records.
Gunter Eberhardt produziert im eigenen Studio. Von ihm stammt auch die Mehrzahl der Kompositionen. Bob Altee, der die auf Deutsch verfassten Texte von Gunther Eberhardt ins Englische übersetzt, hat zuweilen auch eigene Kompositionen zum Repertoire der Band beigesteuert.
Die Band besteht derzeit nur noch als reines Studioprojekt von Gunther Eberhardt und tritt nicht mehr live auf.

## Diskografie

### Alben
- 1980: Laugh & Tingle Shiver
- 1981: Signpost
- 1983: `Twas A Long Time Ago
- 1985: This World Of Ours
- 1986: New Wrapping
- 1987: Like A Poker Game
- 1990: 18 Guitar Tracks
- 1994: A New Day Coming
- 1998: Don´t Look Back
- 1999: Worth Waiting For
- 2001: Step Up
- 2002: In Tune
- 2003: Lucky 13
- 2005: 30 Years of Wild Canyon
- 2009: Take A Break
- 2010: Hey Little Lady
- 2011: Let's Hear It Again Vol.1
- 2012: Let's Hear It Again Vol.2
- 2013: Buddy Wake Up
- 2015: Let's Hear It Again Vol.3
- 2016: Let's Hear It Again Vol.4
- 2016: Instrumentel Nuggets
- 2016: Play Songs By Elvis
- 2018: Let's Try ... To Make It Better
- 2018: Play Songs By Fats
- 2019: Play Songs By Fats Vol.2
- 2019: Let's Hear It Again Vol.5
- 2021: Special Edition

### Singles
- 1979: The Reverie of Poor Susanne / Everything I do is wrong
- 1979:	Enchanted Canyon / Strollin’
- 1981: Poor Boy Jamboree / I can´t wait
- 1981: I dreamed I was a Cowboy / Some Broken Hearts Never Mend
- 1982: `Twas a long Time ago / I'll be here with you
- 1984: Country Express / He was only a Man who was jobless